# Metallactulus benningseni
Metallactulus benningseni es una especie de coleóptero de la familia Lucanidae.

## Distribución geográfica
Habita en la Isla Caroline.